# Rémautó
A Rémautó (From a Buick 8) Stephen King amerikai író 2002-ben megjelent regénye. Magyarul először az Európa Könyvkiadónál jelent meg a regény, Bihari György fordításában, 2003-ban.

## Cselekmény
|  | Alább a cselekmény részletei következnek! |

2001 júliusában Curt Wilcox rendőrtiszt életét veszti egy autóbalesetben a Statler nevű fiktív nyugat-pennsylvaniai városban. Tizennyolc éves fiának, Nednek, egy évvel később hat volt kolléga és barát, Shirley, Sandy, Arky, Eddie, Huddie és Phil elmesél egy történetet. Egy történetet a gyerek édesapjáról, és egy titokzatos kocsiról, egy Buick 8 Roadmasterről, amely még mindig a rendőrség egyik fészerében áll.
A történetnek látszólag semmi köze Curt Wilcox halálához, annál inkább más furcsa történésekhez. Időről időre valaki vagy valami majdhogynem nyomtalanul eltűnik Statlerből. Ennis Rafferty, a pennsylvaniai rendőrség egyik tagja is köztük van. De vannak dolgok, amik váratlanul feltűnnek a Buick környezetében: dolgok, amelyek a jelek szerint egy másik világból származnak. Például valami, ami úgy néz ki, mint egy denevér, valami, ami hasonlít egy nagyméretű halra, és valami sárgás-rózsaszínű, ami semmilyen élőlényre sem hasonlít.
Ned Wilcox meghallgatja a hat rendőr által elmesélt történetet, és válaszokat akar. Nem csupán válaszokat az autóval kapcsolatos kérdéseire, de – mindenekelőtt – válaszokat az édesapja halálával kapcsolatosakra. Mert, végül is, mégiscsak úgy néz ki, hogy van összefüggés a Buick megjelenése és Curt halála között. Kielégítő válaszokat azonban egyik rendőr sem tud neki adni. Elmondják a történetet a maga nyers formájában – ez minden, amit tehetnek. Ha vannak egyáltalán válaszok vagy következtetések, azokat Nednek kell levonnia.
|  | Itt a vége a cselekmény részletezésének! |

## Magyarul
- Rémautó; ford. Bihari György; Európa, Bp., 2003

## Érdekességek
A Rémautó azért számít különleges regénynek Stephen King pályafutásában, mert a véletlen úgy hozta, hogy a könyv első vázlatát saját, majdhogynem végzetes 1999-es balesete előtt írta. Curt balesetének részletei pedig megdöbbentő hasonlóságokat mutatnak a sajátjával. Erről a könyv utószavából értesülünk.
A regény szerkezete részben emlékeztet az író Az című művére, hiszen ahhoz hasonlóan váltogatja a jelenben történő és múltban lezajlódott eseményeket, és a szereplők különböző szemszögből mesélik el az eseményeket.
A könyv címválasztását Bob Dylan From a Buick 6 című dala inspirálta.